# Lise Mühlhausen
Lise Mygind Mühlhausen (født 13. april 1967 i Skive) er en selvstændig dansk kommunikationsrådgiver og journalist. Mellem 2008-2015 var hun leder af DR Værter.
Mühlhausen er uddannet cand.mag. i psykologi og dansk fra Københavns Universitet i 1995. Hendes tv-karriere begyndte, da hun som led i studiet var i praktik på Kanal 2. Senere blev hun tilrettelægger i DR Fakta og vært på flere DR2-programmer, bl.a. kulturprogrammet Viva og Temalørdag og har været redaktør på Aftenshowet. Siden 2015 har hun haft sit eget firma, Lise Mühlhausen Performance, hvor hun rådgiver ledere, politikere og værter i personlig kommunikation.
Privat har hun siden den 10. august 1996 været gift med Peter Mygind, som hun har to sønner med.